# Free Trade Zone di Ras Al Khaimah
La Free Trade Zone di Ras Al Khaimah è una delle Free Zone degli Emirati Arabi Uniti (UAE) e si trova nell'Emirato di Ras al-Khaimah, precisamente nella parte più a nord degli UAE a 45 minuti di distanza da Dubai. È stata fondata nel maggio del 2000 con Decreto Governativo di Sua Altezza lo Sceicco Saqr bin Muhammad al-Qasimi, Governatore di Ras al Khaimah e vede Sua Altezza lo Sceicco Faisal Bin Saqr Al Qassimi, in qualità Presidente.
La Free Zone di Ras al-Khaima è composta da cinque aree –Distretto per il Business, Parco Industriale, Tecnologico, Parco Aviazione e Comprensorio Accademico e possiede inoltre Uffici di rappresentanza all'estero in Turchia, India, Germania e Stati Uniti d'America. Inoltre è la prima Free Zone in grado di offrire centri di promozione e business centres in quattro zone degli Emirati Arabi.

## Distretto Business
Il Distretto Business della Free Zone di Ras al Khaimah è composto da 5 edifici – dal BC 1 al 4 e l'ufficio dell'Amministrazione. Quest'area si trova esattamente nel cuore del distretto economico di Ras al Khaimah.

### Parco Industriale
Il parco industriale è situato lungo la Costal Road a circa 18 kilomentri a nord di Ras al Khaimah ed è vicino anche a Hilaylah Island. Si trova a 6 kilomentri del Porto Saqr, coprendo un'area complessiva di 128 ettari. Sviluppato per ospitare progetti industriali importanti, come per esempio attività di stoccaggio e approvvigionamento energetico. L'area è attrezzata con alloggi staff, ufficio doganale e altri centri per garantire un supporto di carattere amministrativo.
Il parco industriale chiamato Al Ghayl è situato a Sud di Ras al Khaimah e comprende un'area di 223 ettari dedicata a progetti industriali.

### Parco Tecnologico
Situato a Sud dell'Emirato, gode di una posizione vicina all'aeroporto Internazionale di Ras al Khaimah e a Dubai attraverso la Emirates Road. Occupa un'area di 100 ettari e si trova precisamente di fronte al resort Al Hamra Village. Si trova in un'area in rapida espansione, focalizzata nell'industria di materiale elettrico e automatizzazioni industriali che hanno lo scopo di migliorare la qualità della vita.

### Parco Aviazione
Situato nell'aeroporto di Ras al Khaimah e in grado di occupare un'area di 75.000 metri quadrati, il parco aviazione è specializzato nelle operazioni di mantenimento, riparazione e correzione (MRO).

## Comprensorio accademico
Quest'area ospita istituzioni educative in grado di offrire programmi per Ras al Khaimah e il resto degli Emirati Arabi. La parte centrale (aree accademiche 1&2) si trova nelle vicinanze del distretto Business della RAK FTZ. Diversi istituti hanno già scelto di stabilirsi all'interno della Free Zone creando un campus separato.

## RAK FTZ Uffici Internazionali

### India
L'ufficio in India della RAK Free Trade Zone si trova a Mumbai e ufficialmente è divenuto operativo dall'Agosto del 2005, trasformando la RAK Free Trade Zone nella prima ad avere un ufficio di rappresentanza in India. La maggioranza di clienti della Free Zone di RAK provengono dall'India.

### Turchia
L'ufficio di rappresentanza in Turchia ha aperto nel 2007 e si trova in una delle aree più
prestigiose di Istanbul, la zona di Levent. RAK Free Trade Zone è l'unica Free Zone con un ufficio di rappresentanza in Turchia.

### Germania
L'ufficio di rappresentanza situato in Germania ha aperto nel 2008 in risposta al crescente interesse del mercato tedesco per la RAK Free Zone. Si trova nel Media Park di Colonia ed è il centro delle attività della RAK Free Zone nell'Europa centrale.

### USA
La RAK Free Zone ha aperto un ufficio negli Stati Uniti d'America nel 2009 a Miami Florida, per ricollocarsi nel 2011 a Washington DC.

## I business e promotion centre della RAK Free Zone
La Free Zone di Ras al Khaimah ha centri promozionali e per il business a Dubai ed Abu Dhabi.
La RAK Free Zone ha attualmente due Business/Promotion centre a Dubai: RAK Business Centre Fairmont è un centro attrezzato per il business con uffici della RAK Free Trade Zone ed è situato al settimo piano del Fairmont Hotel di Dubai, nel distretto finanziario di Dubai su Sheik Zayed Road, vicino al World Trade Centre di Dubai, al Convention Centre internazionale di Dubai, le Emirates Towers, il Dubai International Financial Centre (DIFC) e il Burj Khalifa.
Festival City Centre è un secondo ufficio per l'innovazione e la promozione della RAK Free Trade Zone situato nel Dubai Festival City a Dubai.
Abu Dhabi
La RAK Free Trade Zone possiede anche un centro per l'innovazione e promozione ad Abu Dhabi presso l'Abu Dhabi Mall.
RAK Free Trade Zone Aziende Internazionali è l'autorità della Free Zone di Ras al Khaimah fornisce assistenza per la creazione di società internazionali attraverso agenti registrati.